# Flask (framework)
Flask – mikroframework aplikacji webowych napisany w języku Python.
Jest sklasyfikowany jako micro-framework, ponieważ nie wymaga określonych narzędzi ani bibliotek. Nie ma warstwy abstrakcji bazy danych, sprawdzania poprawności formularzy ani żadnych innych komponentów, w których istniejące biblioteki stron trzecich zapewniają wspólne funkcje. Jednak obsługuje rozszerzenia, które mogą dodawać funkcje aplikacji tak, jakby były zaimplementowane w samym Flasku. Istnieją rozszerzenia maperów obiektowo-relacyjnych, sprawdzania poprawności formularzy, obsługi przesyłania, różnych otwartych technologii uwierzytelniania i kilku popularnych narzędzi związanych ze strukturami. Rozszerzenia są aktualizowane znacznie częściej niż sam Flask.
Aplikacje korzystające ze środowiska Flask to Pinterest, LinkedIn, oraz strona internetowa społeczności dla samego Flask.